# Rosice (ort i Tjeckien, Pardubice)
Rosice är en ort i Tjeckien.   Den ligger i regionen Pardubice, i den centrala delen av landet, 110 km öster om huvudstaden Prag. Rosice ligger 261 meter över havet och antalet invånare är 1 323.
Terrängen runt Rosice är huvudsakligen platt, men österut är den kuperad.Runt Rosice är det ganska tätbefolkat, med 90 invånare per kvadratkilometer. Närmaste större samhälle är Pardubice, 18,1 km nordväst om Rosice. Trakten runt Rosice består till största delen av jordbruksmark.